# VER-Dinale
Die VER-Dinale ist ein jährlich im Januar statt findendes Hallenreitturnier in der Reiterstadt Verden an der Aller. Veranstaltungsort ist die Niedersachsenhalle in Verden. 
Veranstalter ist die Turniergemeinschaft Verden (Rennverein Verden e.V. & Reitverein Graf von Schmettow e.V.).
Die VER-Dinaleist ein nationales Hallenreitturnier (CDN/CSN) mit Spring- und Dressurprüfungen bis zur Klasse S***. Im Januar 2015 fand das Turnier zum 40. Mal statt.

## Das Turnier
Bis zum Jahr 2007 trug das Turnier den Namen Verdener Hallenreitturnier. Aus mehr als 100 Vorschlägen wurde der Name VER-Dinale ermittelt, den das Turnier seit dem Jahr 2008 trägt.
Die VER-Dinale findet traditionsgemäß in der Niedersachsenhalle in Verden (Aller) statt. Die Niedersachsenhalle wurde in den Jahren 2010 bis 2012 aufwendig umgebaut und erneuert. Seitdem stehen eine neue Abreithalle (20x60) direkt hinter der Niedersachsenhalle und neue Stallungen zur Verfügung.
Ausgeschrieben ist das Turnier als nationales Hallenreitturnier mit Spring- und Dressurprüfungen bis hin zu Prüfungen der Klasse S***. Neben diesen Prüfungen findet auf der VER-Dinale seit 2002 das Bundesnachwuchschampionat der Pony-Springreiter statt. Als besondere Attraktion findet auf der VER-Dinale die Große Hengstschau des Landgestütes Celle statt, welche sich großer Publikumsresonanz erfreut.
Im Januar 2021 fand während der COVID-19-Pandemie kein reguläres Verdener Hallenreitturnier statt. Zum üblichen Termin wurde stattdessen ein „Late-Entry-Turnier“ ausgerichtet, Hauptprüfung war eine Springprüfung Klasse S** mit Stechen am Sonntag.

### Springreiten
Die wichtigsten Springprüfungen der VER-Dinale sind die Youngster Tour, die Mittlere Tour und die Große Tour. Das Finale der Großen Tour, der Große Preis, ist als Klasse S*** ausgeschrieben.

#### Siegerliste des Großen Preises
Die Sieger des Großen Preis in Verden:
| - 1976: Paul Schockemöhle auf „Savanna“ - 1977: Karsten Huck auf „Midas“ - 1978: Paul Schockemöhle auf „El Paso“ - 1979: Heinrich-Wilhelm Johannsmann auf „Chico“ - 1980: Gerd Wiltfang auf „Goldika“ - 1981: Bernhard Kamps auf „Soltau“ - 1982: Wilhelm Bettinger auf „Wendy“ - 1983: Jürgen Ernst auf „Lustig“ - 1984: Dirk Hafemeister auf „Wendelin“ - 1985: Klaus Reinacher auf „Windus“ - 1986: Alois Pollmann-Schweckhorst auf „Sangria“ - 1987: Volker Höltgen auf „Tristan“ - 1988: René Tebbel auf „Tristan“ - 1989: Dirk Schröder auf „Lacros“ - 1990: Otto Becker auf „Optibeurs Richard“ - 1991: Ralf Runge auf „Rolando“ - 1992: Ralf Runge auf „Rolando“ - 1993: Tjark Nagel auf „Georg Piano“ - 1994: Hans Gerd Gleis auf „Pascal 274“ - 1995: Ulrich Meyer zu Bexten auf „Wisby D“ - 1996: Carsten-Otto Nagel auf „Lagretto“ - 1997: Mario Piasecki auf „Lost Bays Papermoon“ - 1998: Hauke Luther auf „Noble Champion“ - 1999: Lars Nieberg auf „Loro Piano Gorgias“ - 2000: Björn Nagel auf „Apulco 1“ - 2001: Mario Deslauriers auf „Lemadro“ - 2002: Ulf Plate auf „Abilaly“ - 2003: Markus Beerbaum auf „Leena“ - 2004: Mylène Diederichsmeier auf „Konni 8“ - 2005: Markus Beerbaum auf „Leena“ |  |  | - 2006: Mylene Diederichsmeier auf „Konni 8“ - 2007: Tobias Meyer auf „Loriot S 3“ - 2008: Sören Pedersen auf „Lobster 43“ - 2009: Otto Vaske auf „Incolor“ - 2010: Inga Cwalina auf „Lady Levisto 2“ - 2011: Thomas Voß auf „Carinjo 9“ - 2012: Eva Bitter auf „Perigueux“ - 2013: Laura Klaphake auf „Qualdandro“ - 2014: Emma Emanuelsson auf „Titan“ - 2015: Mario Stevens auf „Brooklyn“ - 2016: Linn Zakariasson auf „Ugaulin du Bosquetiau“ - 2017: Mario Stevens auf „Credo“ - 2018: Christopher Kläsener auf „Cassandra“ - 2019: Niels Kersten auf „Can win“ - 2020: Karin Martinsen auf „Chloé Star“ - 2021: Mario Stevens auf „Botakara“ (Klasse S**) |

### Dressurreiten
Die wichtigsten Dressurprüfungen der VER-Dinale sind der Kurz Grand Prix und die Grand Prix Kür beide Klasse S*** sowie die Prüfungen St. Georg Spezial Klasse S* und Intermediaire I Klasse S**.

#### Siegerliste der Grand Prix Kür
Die Sieger in der Grand Prix Kür in Verden:

| - 1998: Miriam Henschke auf „Biraldo“ - 1999: Holga Finken auf „Wie Weltmeyer“ - 2000: Karin Rehbein auf „Cappuccino 10“ - 2001: Karin Rehbein auf „Cappuccino 16“ - 2002: Ingrid Klimke auf „Nector v. h. Carelshof“ - 2003: Martina Hannöver-Sternberg auf „Ratino H“ - 2004: Karin Rehbein auf „Cappuccino 16“ - 2005: Martina Hannöver-Sternberg auf „Ratino H“ - 2006: Jochen Vetters auf „Fanano“ - 2007: Jochen Vetters auf „Fanano“ - 2008: Klaus Husenbeth auf „Piccolo 19“ - 2009: Hartwig Burfeind auf „Goofy de Lully“ - 2010: Hartwig Burfeind auf „Goofy de Lully“ - 2011: Katarzyna Milczarek auf „Ekwador“ |  |  | - 2012: Hartwig Burfeind auf „De Value“ - 2013: Maria Anita Andersen auf „Loxana“ (73,667 %) - 2014: Martin Christensen auf „FBW De Vito“ (75,183 %) - 2015: Martin Christensen auf „FBW De Vito“ (77,300 %) - 2016: Juliane Brunkhorst auf „Fürstano“ (78,883 %) - 2017: Svenja Peper auf „Disneyworld“ (76,467 %) - 2018: Jan-Dirk Gießelmann auf „Haya“ - 2019: Andre Hecker auf „Hemingway“ - 2020: Maren Bentes auf „Royal Sid“ |

### Bundesnachwuchschampionat der Pony-Springreiter
Das Bundesnachwuchschampionat der Pony-Springreiter wurde 1989 ins Leben gerufen, um den Springreiternachwuchs im Land gezielt zu sichten und zu fördern. Veranstaltungsort war zunächst Bremen, seit dem Jahr 2002 findet das Finale in Verden statt. Die Prüfung trägt den Namen Höveler Trophy (FN), benannt nach dem Prüfungssponsor, der Höveler Spezialfutterwerke GmbH & Co. KG.
Teilnahmeberechtigt am Bundesnachwuchschampionat der Pony-Springreiter sind jeweils 20 Reiter im Alter von 16 Jahren und jünger. Der Weg nach Verden führt über fünf Sichtungsturniere im Lande und einen anschließenden Auswahllehrgang unter der Leitung von Bundestrainer Peter Teeuwen. Die Sichtungsprüfungen sind auf dem Niveau der Klasse L ausgeschrieben. Beim Bundesnachwuchschampionat selbst treten die Teilnehmer in zwei Stilspringprüfungen mit Standardanforderungen der Klasse M mit einem abschließenden Pferdewechselfinale der besten vier gegeneinander an.

#### Siegerliste des Bundesnachwuchschampionats
Sieger des Bundesnachwuchschampionats der Pony-Springreiter ab dem Jahr 2002:
| - 2002: Ulrike Bruns auf „Fury 151“ - 2003: Florian Haberland auf „Dandy Man“ - 2004: Patrick Stühlmeyer auf „Anastasia 87“ - 2005: Frederick Troschke auf „Jacky-Jakiwa“ - 2006: Nicoletta Stein auf „Albany Chocolate“ - 2007: Laura Klaphake auf „Handsome Boy WE“ - 2008: Jaqueline Grobosch auf „Moorlands Marcia NF“ - 2009: Mathis Schwentker auf „World Lady 39“ - 2010: Christoph Kläsener auf „Call me Charly 2“ - 2011: Lea Ercken auf „Call me Charly 2“ |  |  |  |  | - 2012: Lea Ercken auf „Call me Charly 2“ - 2013: Annika Roede auf „Pour Plaisir“ - 2014: Leonie Böckmann auf „Fort Lauderdale“ - 2015: Calvin Böckmann auf „Soprano“ - 2016: Johanna Beckmann auf „Del Piero“ - 2017: Anna Lena Schaaf auf „Polly“ - 2018: Mona Marie Höwer auf „White Peal“ - 2019: Sara Karstens auf „Crazy-Hardbreaker“ - 2020: Lilli Marie Carius auf „Jolly Couer“ |

### Der Goldene Hufnagel
Der Goldene Hufnagel wird dem erfolgreichsten Teilnehmer oder der erfolgreichsten Teilnehmerin des Turniers als Sonderpreis verliehen. Gestiftet wird dieser Sonderpreis von der Familie Hermann Dittmers in Verden (Aller).

#### Preisträger des Goldenen Hufnagels
Der Goldene Hufnagel wurde bisher überreicht an:
| - 1989: Franke Sloothaak - 1990: Otto Becker - 1991: Franke Sloothaak - 1992: Franke Sloothaak - 1993: Carsten-Otto Nagel - 1994: Jörg Kreutzmann - 1995: Jörg Kreutzmann - 1996: Carsten-Otto Nagel - 1997: Fritz Fervers - 1998: Ralf Schneider - 1999: Björn Nagel - 2000: Björn Nagel - 2001: Björn Nagel - 2002: Ulf Plate - 2003: Joachim Heyer - 2004: René Tebbel - 2005: Carsten-Otto Nagel - 2006: Inga Cwalina - 2007: Caroline Müller - 2008: Markus Beerbaum - 2009: Christian Temme - 2010: Richard Robinson - 2011: Carsten-Otto Nagel |  |  |  |  | - 2012: Joachim Heyer - 2013: Dirk Schröder - 2014: Felix Haßmann - 2015: Toni Haßmann - 2016: Kai Schäfer - 2017: Thomas Brandt - 2018: Frederick Troschke - 2019: Hendrik Sosath - 2020: Leonie Jonigkeit |

## Besonderheiten des Turniers

### „Jump & Rock – Die Championship Party“
Seit dem Jahr 2011 wird wieder eine alljährliche Championship Party veranstaltet. Unter dem Motto „Jump & Rock“ findet diese Party am Turniersamstag statt und soll Turnierteilnehmern, Freunden des Reitsports und Turnierbesuchern die Möglichkeit zum gemeinsamen Feiern geben.

### Miss VER-Dinale
Erstmals wurde auf der VER-Dinale 2012 eine Miss VER-Dinale gekürt. Im Onlinevoting wurde vor dem Turnier aus mehreren Bewerberinnen die Miss VER-Dinale 2012 gewählt.